# قطعنامه ۹۱۲ شورای امنیت
قطعنامه ۹۱۲ شورای امنیت سازمان ملل متحد که در تاریخ ۲۱ آوریل ۱۹۹۴ تصویب شد، سندی بین‌المللی دربارهٔ وضعیت در رواندا است. این قطعنامه طی نشست ۳۳۶۸ام با ۱۵ رای موافق، ۰ مخالف و ۰ ممتنع تصویب شد.